# 張能鱗
张能麟（?—?），字玉甲，又字西山，顺天大兴人，书中自称“古燕”人。清朝政治人物、同進士出身。

## 生平
清順治四年（1647年），登进士。授官浙江仁和知縣，歷任四川邛州知州。顺治十一年任江南下江提学道。顺治十八年（1661年）任上川南道，驻节嘉州。补江南提学佥事，转四川按察司副使。康熙元年轉分巡建昌道。康熙二十二年，寫《代请停供鲥鱼疏》。有《儒宗理要》、《荒政考略》八卷等。